# Land- und Stadtgericht Spandau
Das Königliche Land- und Stadtgericht Spandau war ein preußisches Land- und Stadtgericht mit Sitz in der Stadt Spandau.

## Geschichte
Seit 1809 bestand für die Stadt Spandau das Königliche Stadtgericht Spandau und für das Amt Spandau das Königliche Justizamt Spandau und Bötzow (mit Sitz in Spandau). 1842 wurden diese beiden Gerichte zum Land- und Stadtgericht Spandau zusammengeschlossen. Das zuständige Appellationsgericht blieb das Kammergericht.
1849 wurden in Preußen einheitlich Kreisgerichte geschaffen. Hierbei wurde die Patrimonialgerichtsbarkeit abgeschafft und die Patrimonialgerichte aufgehoben. Auch das Land- und Stadtgericht Spandau wurde aufgehoben und es entstand das Königliche Kreisgericht Spandau.